# Forno Canavese
Forno Canavese es una localidad y comune italiana de la provincia de Turín, región de Piamonte, con 3.771 habitantes.

## Evolución demográfica
| Gráfica de evolución demográfica de Forno Canavese entre 1861 y 2001 |
|                                                                      |
| Fuente ISTAT - elaboración gráfica de Wikipedia                      |